# 리브스메드
리브스메드(영어: Livsmed)는 한국의 의료기기 제조 기업이다. 상하좌우 360도 움직일 수 있는 다관절 구조를 적용한 복강경 수술 기구 아티센셜(ArtiSential)을 개발 및 판매한다.

## 역사
2012년 카이스트 전자공학과 학사 및 서울대 의공학과 석박사이자 고려대 의대 연구교수 출신인 이정주 대표가 설립하였다. 시드 투자부터 시리즈 D까지 총 411억 원의 외부 자금을 유치하였다.
2025년 프리 IPO 투자 유치에서 8800억원 수준 기업가치를 인정받으며 약 380억원의 자금을 조달했다.
2025년 기술성 평가에서도 AA, A등급을 획득하고 주관사를 삼성증권과 미래에셋증권으로 4~5월 한국거래소 코스닥 예비심사 청구를 계획하고 있다.